# 雷州民族
雷州民族（らいしゅうみんぞく、雷州人）は漢族の一つ。広東省の漢族閩民族の系統に属し、母語として雷州語を使用している。現在、世界の雷州民族系の人口は約1000万人で、主な人口集中地域は中国雷州半島とその周辺一帯である。
現在の雷州民族は福建南部（閩南）地域に起源を遡る。南宋末期に元の軍勢が南下し、臨安を攻略すると、益王趙昰（端宗）は陸秀夫・張世傑らの大臣の補佐を受けて福建で皇帝を称した。まもなく福建も元に攻略されると、南宋の朝廷は広東へと逃げ延びた。陳文龍とその叔父の陳瓚が興化府（現在の福建省莆田市）で家財を投じて元への抵抗兵力を募集したが、破れて捕虜となった。こののち、陳文龍の子孫の陳八宣と陳汝楫は興化府玉湖の陳氏の一族と義兵を率いて広東に到達し、南宋朝廷を補佐した。
1279年、南宋が崖山の戦いで滅亡し、皇帝趙昰・丞相張世傑・陳秀夫はみな死亡した。陳氏の一族・義兵は広東南部の呉川・化州・雷州一帯・海南島沿海地区にまでに散り散りになって居住した。雷州半島一帯に到達した興化の人々が後世の雷州民族を形成した。
漢族雷州民族は漢族潮州民族、漢族閩南民族、漢族海南民族と共通の起源に遡るが、雷州の地の地理的環境と、その他の要因により、雷州人は独特の雷州文化を発展させてきた。雷州人の気質は剛毅果敢（意志が強く、屈しない性格）、求真務実（真実を求める姿勢と実務的な態度）、飾り気のない気質とせっかちな性格を形成してきた。

## 分布範囲
雷州人の主な分布範囲は、雷州・遂渓・徐聞・麻章・東海・赤坎・霞山・廉江・坡頭などの県、区郷鎮などで、人口は約600万人余り。

## 主な人物
- 陳璸（1656年－1718年）：雷州府海康県の人。清代初期の福建巡撫（地方軍政官員）、閩浙総督。
- 鄚玖（1655年－1735年）：雷州府海康県の人。カンボジア華僑。ベトナムの河僊鎮の総兵（軍の統括官）。
- 鄚天賜（1700年－1780年）：字は士麟。ベトナム華僑（中国・ベトナムの混血）、ベトナムの河僊鎮都督。
- 烏石二（1765年－1810年）：別名は麦有金。清代中期の華南海盗（海賊）の首領。
- 丁宗洛（1771年－1841年）：雷州府海康県の人。清代の学者。